# Difenacum
Difenacum (ISO-naam: difenacoum) is een giftige stof, afgeleid van coumarine, die gebruikt wordt als rodenticide in lokaas om ratten en muizen te bestrijden in en rond gebouwen, op landerijen en langs waterlopen. Het lokaas bestaat in allerlei vormen: graankorrels die gecoat zijn met de stof, korrels of blokjes geperst van gemalen graan, gemengd met difenacum of als een gel. De concentratie van difenacum in het lokaas is laag, gewoonlijk 0,005 % = 50 ppm w/w.

## Werking
Difenacum is een anticoagulans, een stof die de bloedstolling remt. Na opname van een aantal dosissen gedurende een aantal dagen, kan het subcutane en inwendige bloedingen veroorzaken die de dieren uiteindelijk fataal worden. Omdat het effect na enkele dagen optreedt, leggen de dieren geen verband tussen het eten van het lokaas en het effect, en blijven ze van het lokaas eten. Difenacum is een anticoagulans van de tweede generatie dat ook werkt tegen dieren die resistentie tegen warfarine hebben ontwikkeld.

## Regelgeving
Difenacum was, op het moment dat de Europese biocidenrichtlijn van kracht werd, een bestaande werkzame stof. Ze is onderzocht of ze in aanmerking kwam om opgenomen te worden in de lijst van toegelaten biociden. In de uiteindelijke richtlijn van 29 juli 2008 is de duur van die opname beperkt tot vijf jaar in plaats van de gebruikelijke tien jaar.
In 2009 nam de Europese Commissie difenacum op in de lijst van toegelaten gewasbeschermingsmiddelen, voor een periode van tien jaar.

## Toxicologie en veiligheid
Difenacum is een zeer giftige stof. Blootstelling aan difenacum kan gebeuren door opname langs de mond, door inademing van stof of door contact met de huid. Naargelang de ingenomen hoeveelheid variëren de symptomen van een verhoogde neiging tot bloeden tot massaal bloedverlies. De symptomen treden pas na enkele dagen op. Vitamine K1 is een zeer effectief tegengif maar moet door de extreem lange halveringstijd in het lichaam van difenacum gedurende maanden worden gebruikt.
Om vergiftiging door difenacum te vermijden moeten een aantal voorzorgen genomen worden. Korrelvormig lokaas wordt in veilige, niet te openen lokdozen geplaatst. Aan het lokaas wordt een bittere stof, zoals Bitrex toegevoegd om de kans dat kinderen of huisdieren het zouden opeten te verminderen. Het lokaas is gewoonlijk ook gekleurd zodat het makkelijker herkenbaar is. Dode dieren die van het middel gegeten hebben moeten begraven of verbrand worden om te vermijden dat aaseters het middel zouden binnenkrijgen. Het middel is ook in het uitgelegde gif maar in zeer lage concentraties aanwezig (0,005%) en ratten en muizen moeten er dan ook herhaaldelijk van eten om eraan dood te gaan. Door deze lange aanlooptijd leggen ratten geen verband meer tussen het gif en dode dieren, waar ze bij snelwerkende vergiften heel goed in zijn.
Difenacum is weinig oplosbaar in water. Het is persistent in de bodem, heeft een hoge bioconcentratiefactor en is bioaccumuleerbaar. Difenacum is dus mogelijk een van de zogenaamde PBT- en zPzB-stoffen. Dit is de reden waarom de Europese Commissie difenacum slechts voor vijf jaar in de lijst van biociden heeft opgenomen: er zijn voorlopig nog geen alternatieven beschikbaar die even doeltreffend zijn maar minder schadelijk voor het milieu; maar vooraleer de termijn verlengd kan worden moet er eerst een vergelijkende risicobeoordeling gebeuren.